# غارسيا سانشيز الأول ملك نافارا
غارسيا سانشيز الأول (919-970) هو ملك مملكة نافارا من عام 931م إلى وفاته في 22 فبراير 970م، وهو ابن الملك سانشو الأول ملك نافارا من زوجته تودا النافارية.
1. ↑  Gran Enciclopèdia Catalana | Garcia III de Pamplona (بالكتالونية), Grup Enciclopèdia, QID:Q2664168